# Dmitri Serguéyev (judoka)
Dmitri Nikoláyevich Serguéyev –en ruso, Дмитрий Николаевич Сергеев– (Perm, 22 de diciembre de 1968) es un deportista ruso que compitió en judo.
Participó en los Juegos Olímpicos de Barcelona 1992, obteniendo una medalla de bronce en la categoría de –95 kg. Ganó una medalla de plata en el Campeonato Mundial de Judo de 1995 y cuatro medallas en el Campeonato Europeo de Judo entre los años 1992 y 1996.

## Palmarés internacional
| Representando al Equipo Unificado |                          |                   |           |
| Juegos Olímpicos                  |                          |                   |           |
| Año                               | Lugar                    | Medalla           | Categoría |
| 1992                              | Barcelona (España)       | Medalla de bronce | –95 kg    |
| Representando a la CEI            |                          |                   |           |
| Campeonato Europeo                |                          |                   |           |
| Año                               | Lugar                    | Medalla           | Categoría |
| 1992                              | París (Francia)          | Medalla de plata  | –95 kg    |
| Representando a Rusia             |                          |                   |           |
| Campeonato Mundial                |                          |                   |           |
| Año                               | Lugar                    | Medalla           | Categoría |
| 1995                              | Chiba (Japón)            | Medalla de plata  | –95 kg    |
| Campeonato Europeo                |                          |                   |           |
| Año                               | Lugar                    | Medalla           | Categoría |
| 1994                              | Gdańsk (Polonia)         | Medalla de bronce | –95 kg    |
| 1995                              | Birmingham (Reino Unido) | Medalla de plata  | –95 kg    |
| 1996                              | La Haya (Países Bajos)   | Medalla de bronce | –95 kg    |